# 番禺站
番禺站是广东城际运营的车站，为广佛环线（广肇城际、广州东环城际）和广惠城际的交汇站，位于中国广东省广州市番禺区西北部、广州南站东南侧地下。本站于2024年5月26日启用。

## 车站结构
番禺站全长1,194米，总建筑面积11.6万平方米，相当于11座标准地铁站的面积，建成时号称为中国大陆最大的地下城际铁路车站。

### 车站楼层
| 地面     | 出入口   |                                                           |          |          |
| 地下一层 | 站厅     | 售票处、候车区 非付费区换乘通道前往广州地铁22号线广州南站 |          |          |
| 地下二层 | 侧式站台 | 侧式站台                                                  | 侧式站台 | 侧式站台 |
|          | 1站台    | 广惠城际 小金口方向（下站：广州长隆）                     |          |          |
|          | 2站台    | 广惠城际 小金口方向（下站：广州长隆）                     |          |          |
|          | 岛式站台 |                                                           |          |          |
|          | 3站台    | 广肇城际 肇庆方向（下站：陈村）                           |          |          |
|          | 4站台    | 广肇城际 肇庆方向（下站：陈村）                           |          |          |
|          | 侧式站台 |                                                           |          |          |

### 设计
番禺站主体以白色为主题色，天花造型设计采用梭形与帆形，象征广州乘风破浪、扬帆前行。

### 站厅
番禺站站厅设有通道连接地铁广州南站22号线站厅，步行换乘时间约5-10分钟，该通道亦设有自动人行道。此外车站还连接了在建的广州南站地下商业空间。
本站虽与地铁车站相连，但并未设置安检互认通道，乘客来往两站时需重新安检。
- 车站站厅
- 与地铁换乘通道

### 站台

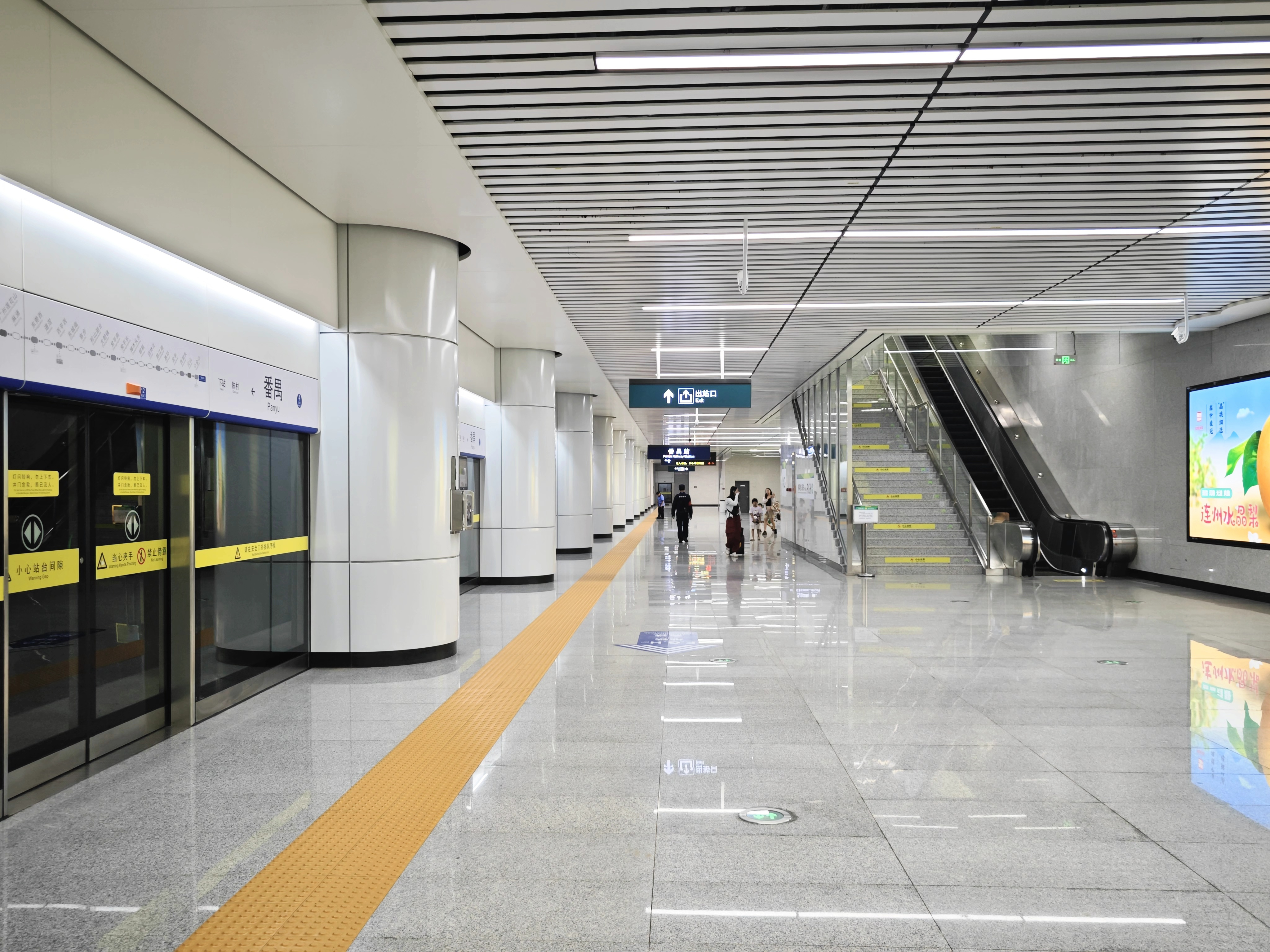
4站台

番禺站设有一座岛式站台和两座侧式站台，沿南站南路东西向敷设。

### 出入口
番禺站设有数个出入口，惟开通初期仅启用其中四个。
|                                           |                                                       |      |            | |
| 编号                                      | 设施                                                  | 照片 | 出口指示   | 建议前往的目的地 |
| C                                         | 盲道标志 · 扶手电梯标志                               |      | 石兴大道南 | |
| F                                         | 盲道标志 · 扶手电梯标志                               |      | 南站南路   | 广州南站东广场 |
| G                                         | 盲道标志 · 无障碍通道标志 · 升降机标志 · 扶手电梯标志 |      | 南站南路   | 广州南站东广场、广州南汽车客运站 国铁：广州南站 地铁：广州地铁2号线、广州地铁7号线、广州地铁22号线、佛山地铁2号线（广州南站） |
| H2                                        | 扶手电梯标志                                          |      | 石浦大道南 | |
| 註： 設有 \| 設有 \| 設有 \| 設有扶手電梯 |                                                       |      |            | |

## 历史
根据铁路车站命名规则，城际铁路与国铁车站不能出现同名情况；且两站相对独立，为便于平台调度和运营组织，本站未沿用国铁“广州南站”站名。本站后被定名为番禺站。
2024年5月26日，车站随广佛环线南环段和广惠城际铁路佛莞段的开通而启用。

## 利用状况
本站开通后，客流表现不俗，不少乘客会利用本站转乘高铁或地铁。广惠及广肇贯通运营以来，本站是全线五个城市中客流量第二大的车站，也是广州境内客流量最大的车站。然而由于客流过大，车站安检设备及检票机较少，开通初期车站站厅经常积压大量排队进站的乘客，造成不便。